# Producto triple de Jacobi
En matemática, el producto triple de Jacobi triple es la identidad matemática:

{\displaystyle \prod _{m=1}^{\infty }\left(1-x^{2m}\right)\left(1+x^{2m-1}y^{2}\right)\left(1+x^{2m-1}y^{-2}\right)=\sum _{n=-\infty }^{\infty }x^{n^{2}}y^{2n}.}

para números complejos x e y, con |x| < 1 e y ≠ 0.
Esta es atribuida a Carl Gustav Jacob Jacobi, la cual demostró en 1829 en su trabajo Fundamenta Nova Theoriae Functionum Ellipticarum.

## Propiedades
Los fundamentos de la demostración de Jacobi se realizan sobre el teorema del número pentagonal de Euler, el cual es por sí mismo un caso específico de identidad en forma de producto triple de Jacobi.
Así pues, sea {\displaystyle x=q^{3/2}} y {\displaystyle y^{2}=-{\sqrt {q}}}. Entonces se obtiene
{\displaystyle \phi (q)=\prod _{m=1}^{\infty }\left(1-q^{m}\right)=\sum _{n=-\infty }^{\infty }(-1)^{n}q^{(3n^{2}-n)/2}.\,}
El producto triple de Jacobi también permite escribir la función theta de Jacobi como un producto infinito como sigue:
Sea {\displaystyle x=e^{i\pi \tau }} y {\displaystyle y=e^{i\pi z}}.
Entonces la función theta de Jacobi

{\displaystyle \vartheta (z;\tau )=\sum _{n=-\infty }^{\infty }\exp(\pi in^{2}\tau +2\pi inz)}

puede ser escrita en la forma:

{\displaystyle \sum _{n=-\infty }^{\infty }y^{2n}x^{n^{2}}}.

Usando la identidad del producto triple de Jacobi se puede escribir la función theta como el producto de:

{\displaystyle \vartheta (z;\tau )=\prod _{m=1}^{\infty }\left(1-\exp(2m\pi i\tau )\right)\left(1+\exp((2m-1)\pi i\tau +2\pi iz)\right)\left(1+\exp((2m-1)\pi i\tau -2\pi iz)\right).}.

Hay varias notaciones diferentes que pueden ser usadas para expresar el producto triple de Jacobi. Esta toma la siguiente forma concisa cuando es expresada en términos de símbolos q-Pochhammer:

{\displaystyle \sum _{n=-\infty }^{\infty }q^{n(n+1)/2}z^{n}=(q;q)_{\infty }\;(-1/z;q)_{\infty }\;(-zq;q)_{\infty }}

donde {\displaystyle (a;q)_{\infty }} es el símbolo q-Pochhammer para el caso infinito.
Esta goza particularmente de una forma elegante cuando es expresada en términos de la función theta de Ramanujan. Para {\displaystyle |ab|<1} esta puede ser escrita como

{\displaystyle f(a,b)=(-a;ab)_{\infty }\;(-b;ab)_{\infty }\;(ab;ab)_{\infty }.}